# Yasunari Hiraoka
Yasunari Hiraoka (født 13. marts 1972) er en tidligere japansk fodboldspiller.
Han har spillet for flere forskellige klubber i sin karriere, herunder Kyoto Purple Sanga, Nagoya Grampus Eight og Omiya Ardija.